# Tadeusz Konwicki
Tadeusz Konwicki (ur. 22 czerwca 1926 w Nowej Wilejce, zm. 7 stycznia 2015 w Warszawie) – polski prozaik, scenarzysta i reżyser, przedstawiciel polskiej szkoły filmowej.
Karierę literacką zaczynał jako reportażysta i rysownik, w 1948 roku zadebiutował zatrzymaną przez cenzurę komunistyczną powieścią Rojsty. W latach obowiązywania doktryny socrealizmu (1948–1956) należał do środowiska umownie nazywanego „pryszczatymi”. W 1956 roku objął funkcję kierownika literackiego Zespołu Filmowego „Kadr”, w ramach którego zarówno pisał scenariusze do filmów innych reżyserów (m.in. Zimowego zmierzchu Stanisława Lenartowicza, Matki Joanny od Aniołów i Faraona Jerzego Kawalerowicza), jak i kręcił własne filmy. Za debiut filmowy Ostatni dzień lata (1958) został nagrodzony Grand Prix Międzynarodowego Festiwalu Filmów Dokumentalnych i Krótkometrażowych w Wenecji. W kolejnych swych filmach pokroju Jak daleko stąd, jak blisko (1971), Doliny Issy (1982) według Czesława Miłosza oraz Lawy (1989) według Dziadów Adama Mickiewicza podkreślał swoją nostalgię za wielokulturowymi Kresami Wschodnimi.
Miano dysydenta zdobył także utworami literackimi krytycznymi wobec rzeczywistości Polskiej Rzeczypospolitej Ludowej, m.in. Kalendarzem i klepsydrą (1976), Kompleksem polskim (1977) oraz Małą apokalipsą (1979). Wraz z upływem czasu coraz bardziej eksperymentował z formą oraz treścią swoich utworów, kierując się stopniowo w stronę niezaangażowanej literatury osobnej. Wielokrotnie wyróżniany najwyższymi nagrodami branżowymi i państwowymi, w tym Platynowymi Lwami na 36. Festiwalu Polskich Filmów Fabularnych oraz Polską Nagrodą Filmową „Orzeł” w kategorii za osiągnięcia życia (2002).

## Życiorys

### Młodość i wykształcenie
Urodził się 22 czerwca 1926 w Nowej Wilejce, w rodzinie Michała i Jadwigi z domu Kieżun. W młodości mieszkał w Kolonii Wileńskiej, a w latach 1938–1939 uczył się w Gimnazjum im. Króla Zygmunta Augusta w Wilnie (edukacja w gimnazjum została zlikwidowana przez okupację sowiecką, a później hitlerowską). Po wybuchu II wojny światowej dorabiał jako robotnik kolejowy i pomocnik elektryka w szpitalu w Nowej Wilejce. Uczęszczał w międzyczasie na tajne komplety, a w 1944 zdał konspiracyjną maturę. W latach 1944–1945 był żołnierzem podziemia niepodległościowego, jako członek VIII Oszmiańskiej Brygady Armii Krajowej brał udział w akcji „Burza”, później walczył w partyzantce antyradzieckiej w lasach podwileńskich.
Okres II wojny światowej Konwicki wspominał z uczuciem traumy:

Leżymy na polanie, a dookoła obozy koncentracyjne, Holocaust Żydów wileńskich – w trzy tygodnie wymordowano ich na Ponarach. Litwini biją się z Polakami, Polacy biją się z Sowietami, Sowieci biją się z Łotyszami. Wszystko ocieka krwią, mordy, pożary.

Reakcją na pożogę hitlerowską dla Konwickiego był skręt w stronę poglądów lewicowych. Po rozwiązaniu oddziału z podrobionymi dokumentami przedostał się przez nowe granice Polski. Najpierw przebywał krótko w Gliwicach, gdzie pracował jako urzędnik niskiego szczebla, a następnie studiował filologię polską na Uniwersytecie Jagiellońskim, później na Uniwersytecie Warszawskim; studiów nie ukończył, na ostatnim roku rezygnując z egzaminów magisterskich z zakresu literatury, mimo że zdał już egzaminy z dziedziny językoznawstwa.

### Lata powojenne i związki z komunizmem (1945–1955)

#### Literatura
Debiutował w 1946 jako reportażysta i rysownik artykułem zatytułowanym Szkice z Wybrzeża („Od A do Z” nr 8/1946, dodatek literacki do „Dziennika Polskiego”), do którego sam sporządził ilustracje. Od 1946 pracował w tygodniku „Odrodzenie” w Krakowie; zajmował się najpierw korektą, później zaś redakcją techniczną; publikował tam jednocześnie liczne recenzje literackie i filmowe, a także rysunki. Publikował też w innych pismach, m.in. w „Nurcie”, „Po prostu”, „Świecie Młodych”, „Wsi” – opowiadania o tematyce wojennej (np. Kapral Koziołek i ja, Zimowy zmierzch, Wielkie manewry), oraz poświęcone traumie jego pokolenia po wojnie (np. Ogródek z nasturcją). Po latach część z tych tekstów ukazała się jako przedruk w tomie Wiatr i pył.
Na przełomie lat 40. i 50. XX wieku stał się jednym z głównych literatów i publicystów socrealistycznych, określanych pejoratywnie „pryszczatymi”. Debiutancka powieść Konwickiego – Rojsty – w której nawiązywał do doświadczeń partyzanckich, przedstawiając zderzenie patriotycznego idealizmu z rzeczywistością wojny, została w 1948 zatrzymana przez cenzurę i ukazała się dopiero w 1956. Pierwszym opublikowanym dziełem Konwickiego stała się więc socrealistyczna powieść produkcyjna Przy budowie (1950), opisująca doświadczenia autora w brygadzie kopaczy w Nowej Hucie, gdzie spędził pięć miesięcy 1949 roku. Kolejne utwory: Godzina smutku (1954) i Władza (1954–1955), wpisywały się w schematy prozy socrealistycznej. Jednocześnie Konwicki starał się budować nową atmosferę życia literackiego, co widać między innymi w jego działalności w „Nowej Kulturze” – to właśnie on dopuścił do publikacji i opatrzył wstępem anonimowy Pamiętnik uczennicy („Nowa Kultura” nr 48/1953), który wywołał kontrowersje swym rozluźnieniem obyczajowym.
W 1953 został formalnie przyjęty do Polskiej Zjednoczonej Partii Robotniczej, w miejsce Tadeusza Borowskiego, który popełnił samobójstwo.

#### Film
W 1948 ukończył kurs pisania scenariuszy filmowych, zorganizowany dla młodych pisarzy przez Bolesława Lewickiego przy powstającej wówczas Wyższej Szkole Filmowej w Łodzi. Był zafascynowany kinem, prowadził w „Nowej Kulturze” dział filmowy i regularnie pisał doń recenzje. W 1954, za sprawą Wiktora Woroszylskiego, Konwicki otrzymał zlecenie napisania pierwszego scenariusza filmowego. Kariera (1954) w reżyserii Jana Koechera była propagandową fabułą o szpiegu z Zachodu, który bezowocnie podejmuje starania na rzecz zwerbowania dawnych członków podziemia. Po latach Konwicki przyznawał, że „to jest fatalny incydent w mojej biografii, wynikający z różnych, także psychologicznych, uwarunkowań”.

### Okres odwilży (1956–1968)

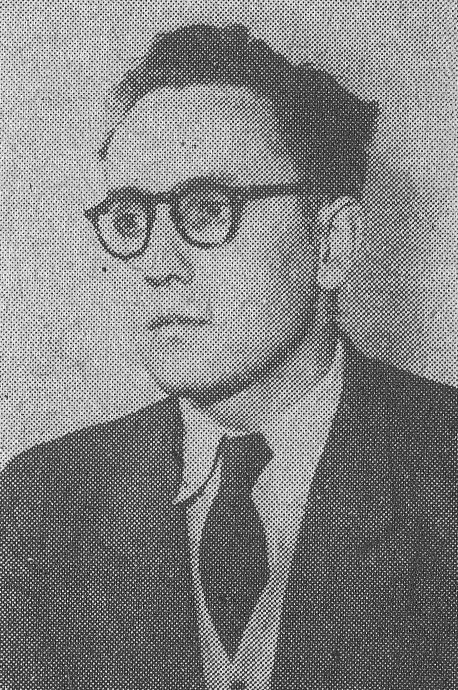
Tadeusz Konwicki ok. 1961

#### Literatura
Radykalną zmianę języka literackiego Konwickiego przyniosła jego powieść Z oblężonego miasta (1956), w której Konwicki stał się zwolennikiem solidarności z pokrzywdzonymi wbrew partyjnemu obowiązkowi posłuszeństwa. W tej powieści przywołał obraz Wileńszczyzny jako utraconej Arkadii, który później powracał w jego twórczości.
Od lat 60. XX wieku narastać zaczął jego konflikt z władzami komunistycznymi. Wielokrotnie podpisywał listy protestacyjne o charakterze humanitarnym. W 1963 ukazał się Sennik współczesny, jedna z najważniejszych książek polskiej literatury powojennej, szkatułkowa opowieść o przeżyciach pokolenia dojrzewającego w czasie wojny i próbującego się znaleźć w czasach powojennych. Rok później wydane zostało Wniebowstąpienie – rozchwytywana przez czytelników powieść o inteligencie, który w wyniku urazu głowy traci pamięć i nie potrafi się odnaleźć w rzeczywistości czasów Gomułki, spotykając na swej drodze przedstawicieli miejskiego półświatka.
W 1966 został usunięty z PZPR za współudział w liście protestacyjnym do władz w związku z usunięciem z PZPR profesora Leszka Kołakowskiego.

#### Film
Znaki odwilży były widoczne również w działalności filmowej Konwickiego. W 1956 objął on funkcję kierownika literackiego Zespołu Filmowego „Kadr”. W jego ramach zadebiutował jako scenarzysta filmu Zimowy zmierzch (1958) Stanisława Lenartowicza według własnej powieści, udzielał też wsparcia intelektualnego oraz artystycznego innym twórcom skupionym wokół „Kadru”; na podstawie jego scenariusza powstały również filmy Matka Joanna od Aniołów (1960) i Faraon (1966) Jerzego Kawalerowicza.
W międzyczasie jednak Konwicki podjął decyzję o stworzeniu własnego, osobistego filmu. Jak wspominał literat, „w 1956 roku runęła moja nadpiłowana gałąź i ja razem z nią. Gruchnąłem o ziemię, aż trzeszczały kości”. Dlatego też, kiedy około połowy 1957 roku „żegnany szyderstwem, przekleństwem, szczerym życzeniem złamania karku” Konwicki wybierał się nad morze z kilkoma przyjaciółmi, zamierzał nakręcić spontanicznie film, który odkłamałby jego twórczość. „Kadr” przyznał Konwickiemu niską sumę 10 tysięcy złotych w gotówce, 6 tysięcy metrów taśmy oraz kamerę Arriflex dla operatora Jana Laskowskiego. Z udziałem niewielkiej ekipy filmowej oraz aktorów Ireny Laskowskiej i Jana Machulskiego, którzy zdecydowali się grać za darmo, Konwicki nakręcił Ostatni dzień lata (1958), dzieło poświęcone dwojgu ludzi, którzy spotykają się na plaży – młodego mężczyzny i dojrzałej kobiety. Debiut fabularny Konwickiego zdobył na Międzynarodowym Festiwalu Filmowym w Wenecji Grand Prix w kategorii filmów dokumentalnych i krótkometrażowych. Po latach Tadeusz Lubelski uznał Ostatni dzień lata za „film nowofalowy avant la lettre”, gdyż powstał on jeszcze przed sezonem 1959/1960, uznawanym za nurt założycielski francuskiej Nouvelle Vague.
Kolejny film Konwickiego nosił nazwę Zaduszki (1961) i był historią dwojga ludzi naznaczonych piętnem przeżyć wojennych. Michał (Edmund Fetting) wspomina dwie kobiety, które darzył uczuciem: partyzancką porucznik „Listka” (Elżbieta Czyżewska), która padła ofiarą zasadzki, oraz sanitariuszkę „Katarzynę” (Beata Tyszkiewicz). Natomiast Wala, córka komunisty, przypomina sobie swoje uczucie do partyzanta z Narodowych Sił Zbrojnych, oskarżonego przez kolegów o zdradę i unicestwionego przez nich. W Salcie (1965) Konwicki przedstawił historię tajemniczego przybysza (Zbigniew Cybulski), który wkraczając do miasteczka na Ziemiach Odzyskanych, tworzy różne wersje swojego życiorysu, niekiedy ze sobą sprzeczne. Jawi się przy tym mieszkańcom na przemian jako prorok oraz oszust. Salto było odczytywane przez pryzmat twórczości Witolda Gombrowicza i Stanisława Wyspiańskiego, a także jako kwintesencja dotychczasowej twórczości aktorskiej Cybulskiego.

### Okres po 1968 roku

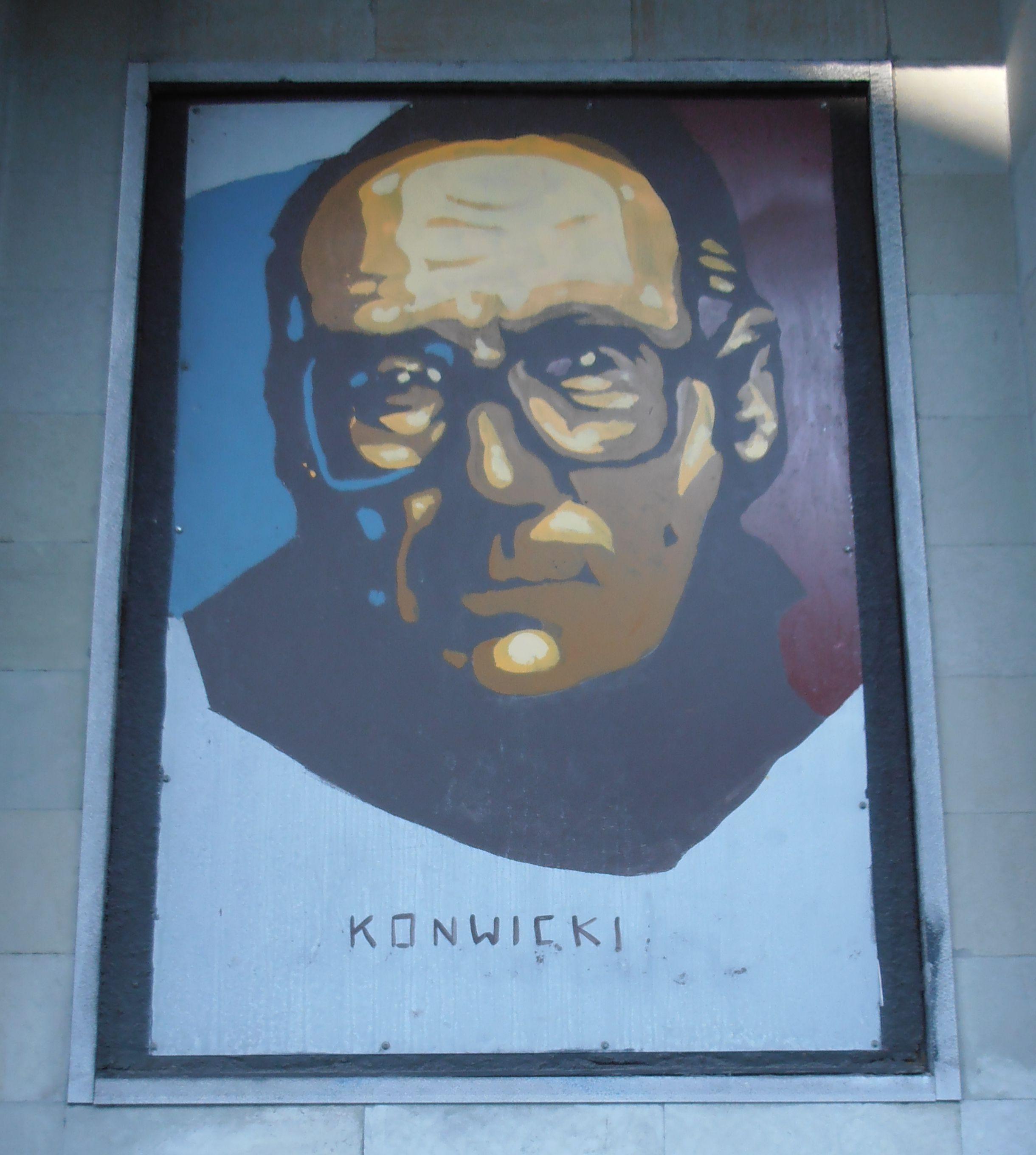
Tadeusz Konwicki w Galerii Osobowości Warszawy

#### Literatura
Wydany w 1969 Zwierzoczłekoupiór, powieść przeznaczona teoretycznie dla młodzieży, przedstawiał historię chłopca o imieniu Piotr, który podróżuje z wielkiego miasta do wileńskiej przedwojennej miejscowości. Cenzura odczytywała Zwierzoczłekoupiora jako powieść „z kluczem”, toteż poddała ją sporym cięciom, jednak ostały się fragmenty dokumentujące marazm życia wielkomiejskiego: niegrzejące kaloryfery, kolejki po masło, wyrzucenie ojca Piotra z pracy oraz propaganda sącząca się z rodzinnego telewizora. Kalendarz i klepsydrę opublikował Konwicki w 1976 w obiegu oficjalnym, lecz cenzura z tym utworem obeszła się brutalnie. Wiele fragmentów z książki zostało wyciętych (np. refleksje o marcu 1968 i grudniu 1970, o antysemityzmie i dygnitarzach partyjnych), lecz ów „łże-dziennik” (jak sam autor wewnętrzny określał swój wywód) mimo to został przyjęty z zainteresowaniem przez czytelników. Kompleks polski (1977) trafił już do drugiego obiegu, podobnie jak Mała apokalipsa (1979), najsłynniejsza powieść Konwickiego – obraz gospodarczego, politycznego i obyczajowego rozkładu Polskiej Rzeczypospolitej Ludowej końca dekady Gierkowskiej. Główny bohater, outsider Tadeusz, w geście protestu zamierza dokonać samospalenia przed Pałacem Kultury, desperacko reagując na ponurą rzeczywistość państwa policyjnego. Tadeusz jednak pozostaje sam w swych rozważaniach, odcinając się nie tylko od ludzi związanych z systemem totalitarnym, ale również od opozycjonistów (postać Władysława Bułata, który próbuje tworzyć opozycyjne filmy w granicach dozwolonych przez cenzurę, była interpretowana jako uosobienie Andrzeja Wajdy). W lutym 1978 Konwicki został członkiem Towarzystwa Kursów Naukowych, instytucji obejmującej patronatem wykłady Uniwersytetu Latającego.
Kolejne powieści Konwickiego, Wschody i zachody słońca (1982) i Rzeka podziemna, podziemne ptaki (1985), również należały do dzieł rozliczeniowych, jednak odczytywane były jako „socrealizm á rebours”. W Nowym Świecie i okolicach (1986) Konwicki ironicznie nawiązał do treści swych utworów rozliczeniowych, wprowadzając postać narratora, który po odrzuceniu przez czytelników postanawia napisać „książkę dla cenzora, który zawsze z dbałością i czujnością śledził jego twórczość”. W Nowym Świecie i okolicach pojawiły się obfite aluzje do oficjalnej propagandy oraz represyjności władz, lecz kruszejąca cenzura polityczna z tym utworem obeszła się łaskawiej. Bohiń (1987) natomiast jest bardziej eksperymentem formalnym; tytułowa bohaterka jest tak naprawdę porte-parole Konwickiego, który dzieli się swoimi refleksjami na temat wiary i religii.

#### Film

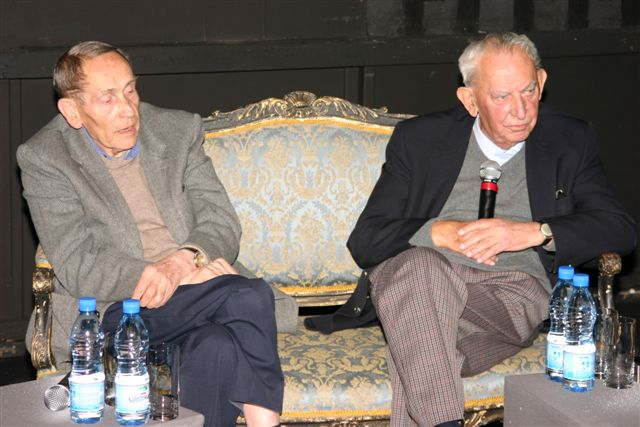
Tadeusz Konwicki i Gustaw Holoubek (2005). Holoubek był odtwórcą jednej z drugoplanowych ról w filmie Jak daleko stąd, jak blisko

W 1968, na fali wydarzeń marca 1968 oraz późniejszej nagonki antysemickiej, dotychczasowe zespoły filmowe – w tym „Kadr” – zostały rozwiązane. Konwicki wszedł w skład zespołu „Plan”, w którego ramach przygotował swój najbardziej autobiograficzny film. Główny bohater Jak daleko stąd, jak blisko (1971), Andrzej (Andrzej Łapicki), dokonuje rozrachunku z własnym życiem. Spotyka utraconych dawno bliskich, próbuje naprawić swoje dotychczasowe winy, ponownie przeżywa traumatyczne wydarzenia – na przykład między innymi samobójczą śmierć ojca swego najlepszego przyjaciela, okres spędzony w partyzantce tudzież własnoręcznie wymierzony wyrok śmierci. W Jak daleko stąd, jak blisko Konwicki zawarł również odniesienie do niedawnych wydarzeń: Andrzej żegna swoich zasmuconych żydowskich przyjaciół, którzy opuszczają kraj – w domyśle wskutek fali antysemityzmu w Polsce. Cenzura obeszła się z filmem łagodnie, uznając, iż utwór Konwickiego jest „zrealizowany bardzo współcześnie i prezentuje dojrzały warsztat”. Wprawdzie Konwickiemu nie pozwolono zaprezentować filmu na Festiwalu Filmowym w Cannes, jednak Jak daleko stąd, jak blisko został wysłany na Międzynarodowy Festiwal Filmów Autorskich w San Remo, gdzie Konwicki zdobył nagrodę specjalną za scenariusz.
W latach 1972–1977 Konwicki był kierownikiem filmowym Zespołu Filmowego „Pryzmat”, a po jego likwidacji dołączył do Zespołu Filmowego „Perspektywa”. W ramach tego zespołu rozpoczął przygotowania do kręcenia Doliny Issy, adaptacji filmowej utworu Czesława Miłosza, emigranta uhonorowanego w 1980 Nagrodą Nobla w dziedzinie literatury. Zdjęcia do filmu zostały ukończone jeszcze pod koniec 1981, przed wprowadzeniem stanu wojennego. Sam Konwicki szczególnie podkreślał, że film jest niezależny od prozy Miłosza (umieścił bowiem podczas inscenizacji wojennego rozstrzelania swoją twarz – sygnaturę autorską – w kadrze); opowieść o pamięci dzieciństwa widzianego oczyma Tomaszka (Maciej Mazurkiewicz) przeplatana była obrazami współczesnej amerykańskiej metropolii, na tle których wcześniejsze wiersze noblisty recytowali aktorzy wcielający się w retrospekcjach w postacie z utworu literackiego Miłosza. Filmowa Dolina Issy była na tyle niecenzuralna, że dystrybuowano ją jedynie poza granicami kraju w ambasadach i ośrodkach kultury polskiej. 20 sierpnia 1980 roku podpisał apel 64 uczonych, pisarzy i publicystów do władz komunistycznych o podjęcie dialogu ze strajkującymi robotnikami.
Wystąpiwszy gościnnie w Kronice wypadków miłosnych (1985) Andrzeja Wajdy według własnego scenariusza, dopiero w momencie kruszenia się systemu komunistycznego w Polsce Konwicki otrzymał pozwolenie ekranizacji dramatu niescenicznego Adama Mickiewicza Dziady. Filmowa adaptacja Dziadów, przemianowana przez Konwickiego na Lawę (1989), mieszała wzajemnie wątki z różnych części Mickiewiczowskiego dramatu. Kluczową częścią Lawy była Wielka Improwizacja wygłoszona z charyzmą przez Gustawa Holoubka, na którą nakładały się filmowe obrazy przedstawiające tragizm ostatniego półwiecza historii Polski. Zbigniew Majchrowski konstatował, iż „Improwizacja w ujęciu Konwickiego jest (...) rozdarta między sielanką a apokalipsą, między schadzką Gustawa i Maryli a powstaniem warszawskim, między Tuhanowiczami a Katyniem”.

### Okres po 1989 roku
Po transformacji ustrojowej w Polsce Konwicki nie kontynuował swojej kariery filmowej. W 1991 roku napisał kolejną sylwę pod tytułem Zorze wieczorne, poświęconą nostalgii za latami wileńskiego dzieciństwa z perspektywy emigranta w Australii, a zarazem bliską filmowej adaptacji Doliny Issy: „Bo i tu, tak jak na Manhattanie, znajdowałem coś bliskiego, jakby mojego własnego, jakby z doliny Wilenki, jakby spod Kolonii Wileńskiej, choć słońce chodziło inaczej i nietrzeźwe niedźwiadki koala wisiały na pniach drzew eukaliptusowych”. W 1992 roku wydał powieść Czytadło, literacką prowokację o pretekstowej, pastiszowej fabule. Ta zaś zdaniem Anny Szóstak jest „znakiem nowych czasów, w których – jak przeczuwał autor Sennika współczesnego już na początku tej drogi – lekka i błaha forma będzie musiała stać się nośnikiem ważnych treści”. Krytyka literacka przyjęła jednak Czytadło z rozczarowaniem, nie wybaczając Konwickiemu porzucenia poważnej tematyki na rzecz konwencji kiczowatego melodramatu. Odpowiedzią Konwickiego na oburzenie krytyków był równie ironiczny Pamflet na siebie (1995), którym pisarz oficjalnie zamknął swoją karierę literacką. Faktycznie nadzorował jednak także wydanie tekstów rozproszonych Wiatr i pył (2008), które wybrali do druku badacze twórczości Konwickiego, Tadeusz Lubelski i Przemysław Kaniecki.

## Życie prywatne i śmierć

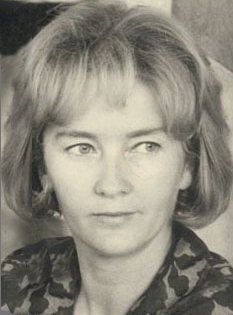
Danuta Konwicka, żona pisarza

Od wiosny 1947, kiedy redakcja „Odrodzenia” przeniosła się do stolicy, mieszkał w Warszawie. W 1949 ożenił się z Danutą (1930–1999), córką Alfreda Lenicy i siostrą Jana Lenicy, artystką plastykiem, ilustratorką książek dla dzieci. Mieli dwie córki: Marię Konwicką i młodszą Annę Wesołowską.
Tadeusz Konwicki mieszkał od 1956 aż do śmierci przy ul. Wojciecha Górskiego 1, na tyłach Nowego Światu. Z okien jego mieszkania widać w całości pobliski Pałac Kultury i Nauki. W porze obiadowej pisarza można było spotkać w kawiarni mieszczącej się w podziemiach wydawnictwa „Czytelnik” (ul. Wiejska). Do jego bliskich przyjaciół należeli m.in. Wilhelm Mach, Leopold Tyrmand, Stanisław Dygat, Irena Szymańska, Gustaw Holoubek, Andrzej Łapicki i Janusz Morgenstern. 

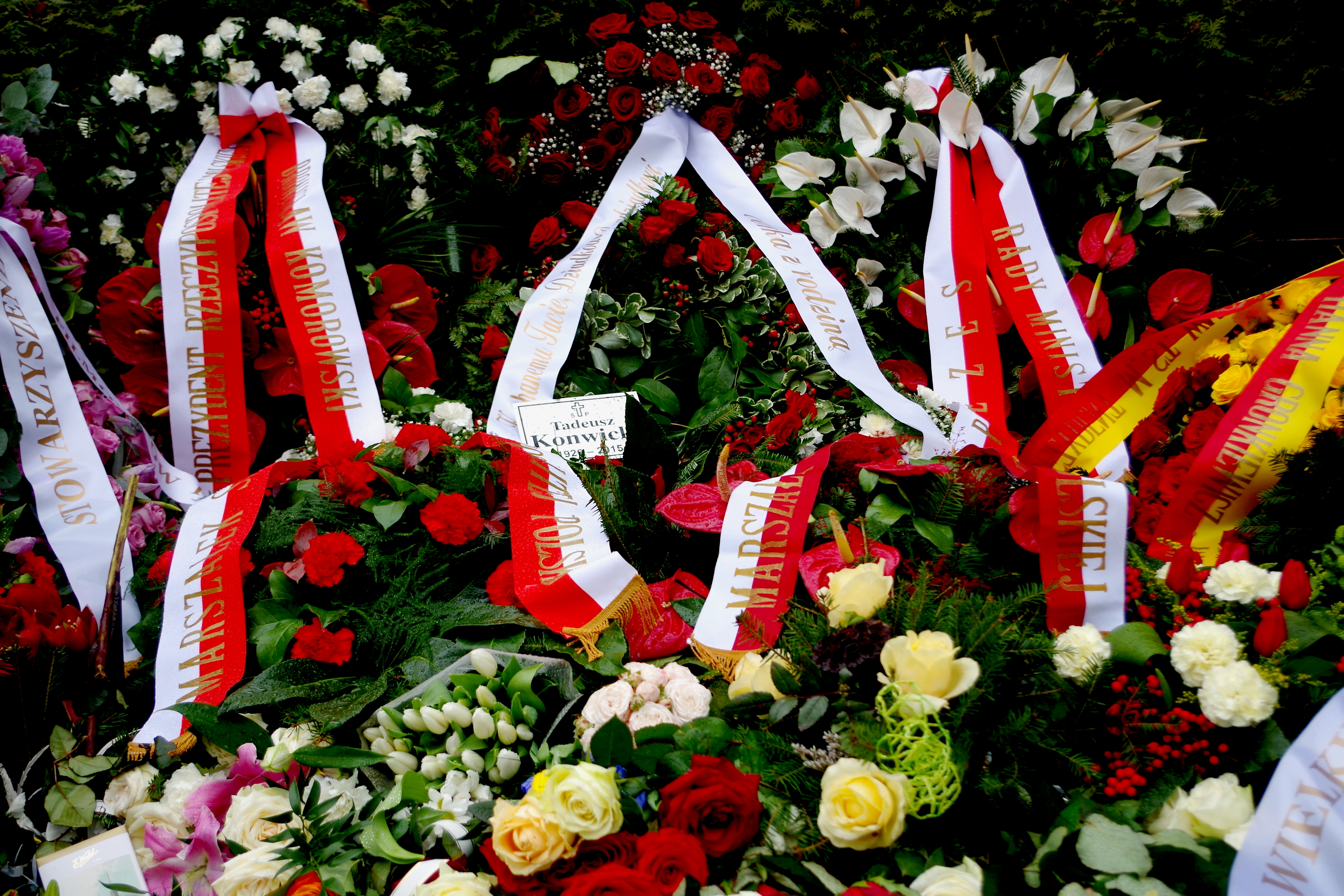
Grób Tadeusza Konwickiego na cmentarzu Wojskowym na Powązkach w Warszawie

Zmarł 7 stycznia 2015 w Warszawie. Został pochowany na Powązkach Wojskowych w Warszawie (kwatera A3 tuje-3-16).

## Styl literacki
Konwicki był odczytywany jako kontynuator prozatorskiej tradycji Stefana Żeromskiego i Stanisława Ignacego Witkiewicza. Jak pisał Przemysław Czapliński:
Temu pierwszemu zawdzięcza Konwicki łatwość w przechodzeniu od liryzmu do patosu, skłonność do introspekcji i ukazywania przemian społeczeństwa poprzez dzieje jego świadomości oraz przeświadczenie o konieczności podejmowania przez literaturę funkcji mediacyjnej i ostrzegawczej w życiu społecznym. Z kolei od Witkacego zaczerpnął Konwicki – i twórczo wykorzystał – niewiarę w sztukę, szydercze kompromitowanie iluzji powieściowej i tendencję do przekształcania narracji w rozpisany na epickie głosy spór światopoglądowy oraz problem naczelny: ocalanie indywidualności wbrew regułom stanowionym przez zbiorowość.
Morgan Meis dla „The New Yorkera” w epitafium dla pisarza spostrzegła, iż Konwicki „pisał beletrystykę, która jest przesiąknięta historią [Polski], tymi mękami i zawiłościami”. Ponadto Meis zauważyła, że „Konwicki wykorzystał własną, nadwerężoną psychikę jako poligon doświadczalny, który umożliwiłby przetrwanie polskiej duszy”.
Konwicki w swoich utworach literackich często posługiwał się figurą narratora pierwszoosobowego. Ów narrator w utworach twórcy Małej apokalipsy nie ocenia wydarzeń zachodzących w świecie przedstawionym, co więcej – z premedytacją kompromituje się w oczach adresata, wprost mówi o własnych słabościach, podważa własną wiarygodność. Z ową ułomnością narratora szło w parze podkreślanie „nieautentyczności związków między ludźmi, gry, jaką między sobą toczą”. Konwicki zastrzegał, że jego powieści nie są w pełni autobiograficzne. Uciekał się przy tym do narracji eliptycznej, która miała na celu uchronić jego utwory przed zatrzymaniem przez cenzurę. Do nielicznych wyjątków pod tym względem należały pośpiesznie napisane powieści produkcyjne Przy budowie i Władza z udziałem wszechwiedzącego narratora, w których narzucona była „oficjalna koncepcja polityczna”. Począwszy od Dziury w niebie, manifestu „pokolenia zawiedzionego”, Konwicki przeprowadzał jednak rozrachunek ze swoją młodzieńczą fascynacją komunizmem. Jednocześnie komplikował narrację własnych powieści, wprowadzając liczne, nieustannie podawane w wątpliwość retrospekcje z życia bohatera (Sennik współczesny) bądź „obalając tradycyjnie rozumianą logikę przestrzeni” (Zwierzoczłekoupiór). Istotny zwrot w jego twórczości stanowił utwór Kalendarz i klepsydra, w którym dążył do zdemaskowania sztuczności literatury oraz „wyeksponowania siebie jako tematu literackiego”. Od momentu wydania Kompleksu polskiego w nielegalnym obiegu zaczyna się zwrot Konwickiego zarówno przeciwko totalitarnemu państwu, jak i przeciwko opozycji. Jak sam Konwicki twierdził, w swej literaturze nie zamierzał już służyć nikomu – „ani diabłu, ani Opatrzności”. Literatura wobec burzliwych wydarzeń politycznych staje się u Konwickiego coraz bardziej osobna, jej bohaterowie – wyalienowani od społeczeństwa, sama fabuła zaś – pretekstowa.

## Styl filmowy
Twórczość filmowa Tadeusza Konwickiego jest częściowo związana z jego biografią. Jak zauważał Tadeusz Lubelski, tematem przewijającym się przez dzieła reżysera jest „rozpoznawanie własnego doświadczenia, bilans życia dokonywany przez bohaterów”. Lubelski twierdził, że Konwicki – jako jednocześnie pisarz i reżyser filmowy – jest „wyjątkowo oczywistym” autorem. Natomiast Stefan Morawski zaliczał do prawdziwych twórców filmów autorskich (pisarzy, którzy zostali reżyserami) – oprócz Jeana Cocteau i Alaina Robbe-Grilleta – właśnie Konwickiego. Konrad Eberhardt zauważał, iż u Konwickiego występuje „kompletne zatarcie między prozą a filmem”.
Konwicki jako człowiek z doświadczeniem literackim deklarował, że mniejszą uwagę przywiązywał do pracy kamery, a większą – do inscenizacji: „Scenę trzeba zainscenizować i dopiero potem zobaczyć, jak to sfotografować, żeby nie zabić dramaturgii”. Szczególną rolę w jego twórczości odgrywało staranne, uprzednio przygotowane komponowanie kadrów: „Gdy przystępowałem do kręcenia, cały film miałem w głowie [...]. Byłem przywiązany do swojego punktu widzenia – jak coś miało być z prawej, to nie mogło być z lewej”. Zdaniem Konwickiego „sztuka zawsze musiała być w miarę precyzyjna. Musiała jednak do czegoś prowadzić”. Nie oznaczało to jednak sprawowania dyktatorskiej władzy nad poszczególnymi ujęciami. Konwicki twierdził: „wstydziłem się wisieć przy kamerze, że niby sprawdzam operatora i szwenkiera. [...] Wiedząc, jaki jest obiektyw, wiem, jak wygląda kadr, z grubsza go widzę”.

## Dorobek literacki
| Rok       | Utwór                              | Gatunek                             | Uwagi |
| --------- | ---------------------------------- | ----------------------------------- | --- |
| 1950      | Przy budowie                       | powieść produkcyjna                 | również jako część książki: Tadeusz Konwicki, Wiktor Woroszylski, Witold Zalewski, Budujemy (1951)                      |
| 1953      | Nad Wisłą i Pilicą                 | reportaż                            | wespół z Tadeuszem Papierem                                                                                             |
| 1954      | Godzina smutku                     | opowiadanie                         | |
| 1954      | Klucz                              | opowiadanie                         | jako część tomu pt. Dzień dzisiejszy                                                                                    |
| 1954–1955 | Władza                             | powieść                             | |
| 1954      | Żelazna kurtyna                    | scenariusz filmowy                  | opracowany na podstawie noweli Tadeusza Konwickiego i Wiktora Woroszylskiego                                            |
| 1956      | Rojsty                             | powieść                             | |
| 1956      | Z oblężonego miasta                | powieść                             | |
| 1959      | Dziura w niebie                    | powieść                             | |
| 1963      | Sennik współczesny                 | powieść                             | |
| 1967      | Wniebowstąpienie                   | powieść                             | |
| 1967      | Trochę apogeum. Opowieść filmowa   |                                     | druk w „Literatura” nr 2−6/1972, niedokończony z powodu ingerencji cenzury, przedr. całości w tomie Wiatr i pył         |
| 1969      | Zwierzoczłekoupiór                 | powieść                             | |
| 1971      | Nic albo nic                       | powieść                             | |
| 1974      | Kronika wypadków miłosnych         | powieść                             | |
| 1976      | Dlaczego kot jest kotem            | opowiadanie dla dzieci              | ilustracje: Danuta Konwicka                                                                                             |
| 1976      | Kalendarz i klepsydra              | sylwa                               | |
| 1977      | Kompleks polski                    | powieść                             | 1977 (II obieg, jako nr 3 pisma „Zapis”); adaptacja telewizyjna Jerzego Markuszewskiego (1995)                          |
| 1979      | Mała apokalipsa                    | powieść                             | 1979 (II obieg, jako nr 10 pisma „Zapis”); adaptacja filmowa: La petite apocalypse, reż. Constantin Costa-Gavras (1993) |
| 1982      | Wschody i zachody księżyca         | sylwa                               | II obieg |
| 1984      | Rzeka podziemna                    | powieść                             | II obieg, wydanie następne jako Rzeka podziemna, podziemne ptaki, Londyn 1985                                           |
| 1986      | Nowy Świat i okolice               | sylwa, z rysunkami autora           | |
| 1987      | Bohiń                              | powieść                             | |
| 1991      | Zorze wieczorne                    | sylwa                               | |
| 1992      | Czytadło                           | powieść                             | |
| 1995      | Pamflet na siebie                  | sylwa                               | |
| 2008      | Wiatr i pył                        | wybór tekstów rozproszonych         | wybrali i do druku przygotowali Tadeusz Lubelski i Przemysław Kaniecki                                                  |
| 2019      | Iwan Konwicki, z domu Iwaszkiewicz | biografia, autobiografia, pamiętnik | ilustrowana przez żonę autora, Danutę Konwicką                                                                          |

## Filmografia
| Rok  | Film                        | Jako scenarzysta | Jako reżyser | Uwagi                                                                                               |
| ---- | --------------------------- | ---------------- | ------------ | --------------------------------------------------------------------------------------------------- |
| 1954 | Kariera                     | T                |              | scen. wespół z Kazimierzem Sumerskim; reż. Jan Koecher                                              |
| 1956 | Zimowy zmierzch             | T                |              | reż. Stanisław Lenartowicz                                                                          |
| 1958 | Ostatni dzień lata          | T                | T            | |
| 1960 | Matka Joanna od Aniołów     | T                |              | reż. Jerzy Kawalerowicz na podstawie opowiadania Jarosława Iwaszkiewicza                            |
| 1961 | Zaduszki                    | T                | T            | |
| 1965 | Matura                      | T                | T            | nowela w produkcji niemiecko-francusko-polskiej Augenblick des Friedens (Czas pokoju/Chwila pokoju) |
| 1965 | Salto                       | T                | T            | |
| 1966 | Faraon                      | T                |              | reż. Jerzy Kawalerowicz na podstawie powieści Bolesława Prusa                                       |
| 1967 | Jowita                      | T                |              | reż. Janusz Morgenstern na podstawie powieści Stanisława Dygata Disneyland                          |
| 1971 | Jak daleko stąd, jak blisko | T                | T            | |
| 1982 | Austeria                    | T                |              | reż. Jerzy Kawalerowicz na podstawie opowiadania Juliana Stryjkowskiego                             |
| 1982 | Dolina Issy                 | T                | T            | na podstawie powieści Czesława Miłosza                                                              |
| 1985 | Kronika wypadków miłosnych  | T                |              | reż. Andrzej Wajda                                                                                  |
| 1989 | Lawa                        | T                | T            | na podstawie dramatu Adama Mickiewicza Dziady                                                       |

### Nagrody związane z kinematografią
| Rok  | Film                        | Instytucja                                                                   | Nagroda                                                     |
| ---- | --------------------------- | ---------------------------------------------------------------------------- | ----------------------------------------------------------- |
| 1958 | Ostatni dzień lata          | Wystawa Światowa EXPO w Brukseli                                             | Grand Prix w kategorii filmu eksperymentalnego              |
| 1958 | Ostatni dzień lata          | Międzynarodowy Festiwalu Filmów Dokumentalnych i Krótkometrażowych w Wenecji | Grand Prix                                                  |
| 1962 | Zaduszki                    | Międzynarodowy Festiwal Filmowy w Mannheim                                   | Nagroda Specjalna                                           |
| 1962 | Zaduszki                    | Międzynarodowy Festiwal Filmowy w Mannheim                                   | Wyróżnienie Towarzystwa Uniwersytetów Ludowych              |
| 1967 | Salto                       | Międzynarodowy Festiwal Filmowy w Edynburgu                                  | Dyplom                                                      |
| 1972 | Jak daleko stąd, jak blisko | Klub Krytyki Filmowej Stowarzyszenia Dziennikarzy Polskich                   | Syrenka Warszawska w kategorii filmu fabularnego            |
| 1973 | Jak daleko stąd, jak blisko | Międzynarodowy Festiwal Filmów Autorskich w San Remo                         | Nagroda Specjalna za scenariusz                             |
| 1989 | Lawa                        | Klub Krytyki Filmowej Stowarzyszenia Dziennikarzy Polskich                   | Syrenka Warszawska w kategorii filmu fabularnego            |
| 1989 | Lawa                        | Festiwal Polskich Filmów Fabularnych                                         | Nagroda Muzeum Kinematografii w Łodzi                       |
| 1989 | Lawa                        | Festiwal Polskich Filmów Fabularnych                                         | Nagroda Wojewody Gdańskiego                                 |
| 1989 | Lawa                        | Festiwal Polskich Filmów Fabularnych                                         | Nagroda Jury                                                |
| 1990 | Lawa                        | Koło Piśmiennictwa Filmowego Stowarzyszenia Filmowców Polskich               | Złota Taśma za film polski                                  |
| 1990 | Lawa                        | Przewodniczący Komitetu Kinematografii                                       | Nagroda za twórczość filmową w dziedzinie filmu fabularnego |

## Ordery, wyróżnienia i nagrody

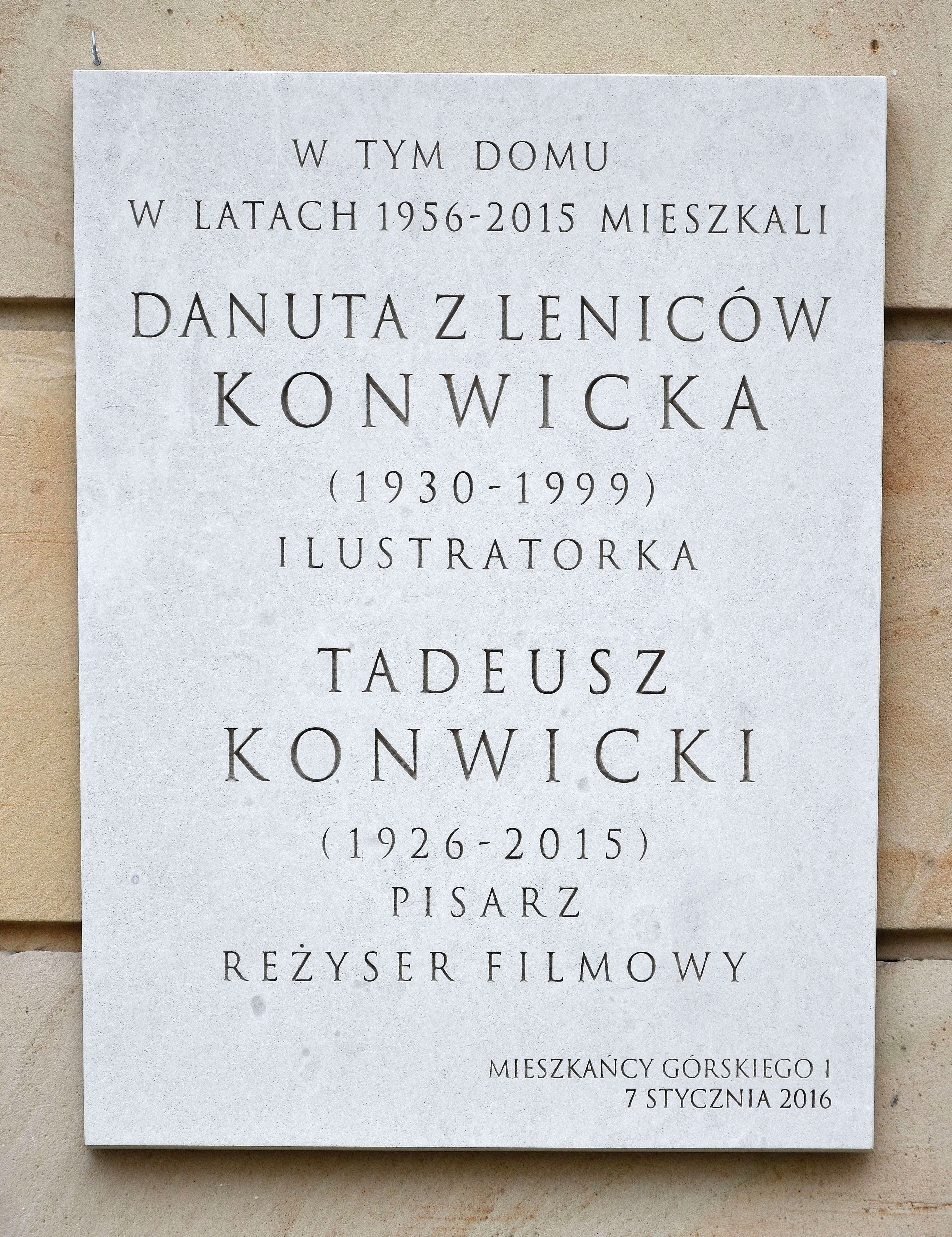
Tablica pamiątkowa odsłonięta w 2016 przy ul. Górskiego 1 w Warszawie

| Rok  | Instytucja                                                               | Nagroda                                                                                              |
| ---- | ------------------------------------------------------------------------ | --- |
| 1950 | Polska Rzeczpospolita Ludowa                                             | Państwowa Nagroda Artystyczna III stopnia w dziale literatury za reportaż literacki pt. Przy budowie |
| 1954 | Polska Rzeczpospolita Ludowa                                             | Krzyż Kawalerski Orderu Odrodzenia Polski                                                            |
| 1955 | Polska Rzeczpospolita Ludowa                                             | Medal 10-lecia Polski Ludowej                                                                        |
| 1955 | Polska Rzeczpospolita Ludowa                                             | Wyróżnienie Podkomitetu Literatury i Sztuki Nagrody Państwowej za powieść Władza                     |
| 1964 | Polska Rzeczpospolita Ludowa                                             | Krzyż Oficerski Orderu Odrodzenia Polski                                                             |
| 1965 | Fundacja im. Kościelskich w Genewie                                      | Nagroda Fundacji im. Kościelskich                                                                    |
| 1975 | Fundacja Alfreda Jurzykowskiego                                          | Nagroda Fundacji Alfreda Jurzykowskiego                                                              |
| 1977 | Radio Wolna Europa                                                       | Nagroda za książkę Kalendarz i klepsydra                                                             |
| 1988 | Stowarzyszenie Autorów ZAiKS                                             | Honorowa Odznaka ZAiKS-u                                                                             |
| 1989 | Ministerstwo Kultury i Sztuki                                            | Nagroda Ministra Kultury i Sztuki I stopnia (Konwicki odmówił przyjęcia tej nagrody)                 |
| 2001 | Związek Rzemiosła Polskiego                                              | Nagroda Literacka im. Władysława Reymonta                                                            |
| 2002 | Polska Nagroda Filmowa „Orzeł”                                           | Nagroda za osiągnięcia życia                                                                         |
| 2002 | PEN Club                                                                 | Nagroda Polskiego PEN Clubu im. Jana Parandowskiego                                                  |
| 2005 | Lato Filmów w Toruniu                                                    | Nagroda Honorowa „Pióro Mistrza” za całokształt twórczości                                           |
| 2005 | Ministerstwo Kultury                                                     | Złoty Medal „Zasłużony Kulturze – Gloria Artis”                                                      |
| 2006 | Nagroda im. Cypriana Kamila Norwida                                      | Dzieło Życia                                                                                         |
| 2006 | Litwa                                                                    | Krzyż Komandorski Orderu „Za zasługi dla Litwy”                                                      |
| 2008 | Tarnowska Nagroda Filmowa                                                | Nagroda za całokształt twórczości                                                                    |
| 2008 | Prezydent miasta stołecznego Warszawy                                    | Nagroda Literacka m.st. Warszawy                                                                     |
| 2008 | Rada Języka Polskiego                                                    | Tytuł Wielkiego Ambasadora Polszczyzny                                                               |
| 2009 | Kino Charlie w Łodzi                                                     | Honorowy „Złoty Glan”                                                                                |
| 2009 | Stowarzyszenie Autorów ZAiKS                                             | Medal ZAiKS-u                                                                                        |
| 2010 | Ministerstwo Kultury i Dziedzictwa Narodowego                            | Wyróżnienie za całokształt twórczości                                                                |
| 2011 | 36. Festiwal Polskich Filmów Fabularnych                                 | Nagroda Specjalna „Platynowe Lwy”                                                                    |
| 2011 | Stowarzyszenie Filmowców Polskich                                        | Nagroda za całokształt osiągnięć artystycznych                                                       |
| 2012 | „Gazeta Wyborcza”                                                        | tytuł Człowieka Roku „Gazety Wyborczej”                                                              |
| 2012 | Rzeczpospolita Polska                                                    | Krzyż Wielki Orderu Odrodzenia Polski                                                                |
| 2013 | IV Międzynarodowy Festiwal Filmów Historycznych i Wojskowych w Warszawie | „Platynowa Szabla” za całokształt twórczości                                                         |
| 2013 | 11. Warszawski Festiwal Filmów o Tematyce Żydowskiej                     | Honorowa Nagroda „Kamera Dawida”                                                                     |
| 2014 | Stowarzyszenie Autorów Zdjęć Filmowych                                   | Nagroda Specjalna                                                                                    |

## Upamiętnienie
- Tablica upamiętniająca Tadeusza Konwickiego i jego żonę Danutę odsłonięta w pierwszą rocznicę jego śmierci, 7 stycznia 2016, na budynku przy ul. Wojciecha Górskiego, w którym mieszkali Konwiccy. Tablicę zaprojektowaną przez Marka Sarełłę odsłonili córka Maria Konwicka i Bronisław Komorowski[40].
- Jest patronem ławeczki w Parku Ratuszowym w Krakowie w dzielnicy XVIII Nowa Huta, o czym informuje tabliczka. Patroni ławeczek w przestrzeni publicznej są wybierani w ramach projektu Kody Miasta realizowanego przez Krakowskie Biuro Festiwalowe, operatora tytułu Kraków Miasto Literatury UNESCO, którym Kraków został uhonorowany w 2013 roku[77][78].